# Suctobelbila penniseta
Suctobelbila penniseta är en kvalsterart som beskrevs av Chinone 2003. Suctobelbila penniseta ingår i släktet Suctobelbila och familjen Suctobelbidae. Inga underarter finns listade i Catalogue of Life.